# 韦乐平
韦乐平（1946年2月—），生于浙江杭州，教授级高级工程师。

## 生平
1970年毕业于清华大学，主修无线电工程。文革后考入邮电部邮电科学研究院研究生部，获得通信与信息系统工程硕士学位。毕业后在邮电科学研究院工作。曾任邮电科学研究院电信传输研究所副所长与总工程师，其间赴以色列进修。1993年正值SDH热潮，韦乐平凭借对ITU标准的较早掌握，以译著的《同步传输序列》一书一举成名。后任信息产业部电信研究院副院长、邮电部电信科学规划研究院副院长。现任中国电信集团公司总工程师。